# Liesl Löwinger
Liesl Löwinger, auch Lisl Löwinger; eigentlich Elisabeth Meinhard (* 11. Jänner 1918 in Graz, Steiermark; † 15. Oktober 1980 in Wien) war eine österreichische Volksschauspielerin und Komödiantin.

## Leben
Elisabeth Meinhard hatte sich am Grazer Konservatorium ausbilden lassen und war über die Eheschließung mit dem Volksschauspieler Paul Löwinger 1938 zu der von ihm geleiteten, familieneigenen Theaterbühne gestoßen. Von kompakter Erscheinung, wurde Liesl Löwinger im Fach der ‘drastischen Komikerin‘ eingesetzt. Auf der Bühne wie in Film- und Fernsehproduktionen verkörperte sie handfeste, bodenständige Frauen aus dem Volke mit stark älpischem Einschlag.
Ihre Charaktere hießen Mirzl, Zenzi, Kathi, Leni und Mitzi und sorgten mit ihrer derben Erscheinung und Handlungsweise regelmäßig für die Lacher. Nach zwei Jahrzehnten Tätigkeit vor der Kamera zog sich Liesl Löwinger 1970 ins Privatleben zurück und kümmerte sich fortan um ihre Familie. Aus der Ehe mit Paul Löwinger stammenden die Kinder Sissy, Guggi und Paul jun.

## Filmografie
- 1950: Der keusche Adam
- 1951: Valentins Sündenfall
- 1957: Lachendes Wien
- 1960: Das Dorf ohne Moral
- 1961: Das Mädchen mit dem Zucker
- 1961: Vor Jungfrauen wird gewarnt
- 1961: Autofahrer unterwegs
- 1963: Ehestreik
- 1966: Das Liab am Almsee
- 1966: Alles in Ordnung
- 1966: 00Sex am Wolfgangsee
- 1967: Angelika schafft Ordnung
- 1967: Der Heiratsgegner
- 1968: Wenn der Hahn kräht
- 1968: Der richtige Irrtum
- 1969: Die Töchter Josefs
- 1969: Der Schützenkönig
- 1969: Liebe durch die Hintertür
- 1969: St. Pauli in St. Peter
- 1970: Die späte Heirat
- 1970: Der Ehestreik